# Turó de la Salindanga
El Turó de la Salindanga és una muntanya de 212 metres que es troba entre els municipis de Castellbell i el Vilar i de Monistrol de Montserrat, a la comarca catalana del Bages.